# 薛显墓 (砀山县)
薛显墓位于安徽省宿州市砀山县赵屯镇薛口村:80，被认为是明初武将、萧县人薛顯的墓葬。
明初功臣多安葬于南京近郊的钟山之阴等地。王煥鑣在《明孝陵志》中指，钟山之阴的明孝陵陪葬墓有15座，分别是李文忠墓、汤和墓、薛显墓等。而随着时间流逝，此类墓葬或留存、或湮灭、或重新考古发掘:6—7。
民国十三年（1924年），砀山县民众在此墓前立石碑一通，曰：“明故大将军永国公薛公讳显谥桓襄之墓”，“砀山邑人公立”，江苏省铜山县张伯英题:80。
1974年5月，南京市文物保护管理委员会（今南京市博物馆）在钟山之阴、距离李文忠墓约三百米处，对一座明代墓葬进行发掘清理。根据墓志确定墓主为薛顯:6—7。南京薛显墓在完成清理后，是否保留，不得而知。此前在1971年，砀山县薛显墓的封土坟丘已被夷平。1981年，砀山县复筑薛显墓，高约2.5米，底径约5米。薛显墓列为砀山县文物保护单位:80。2013年，砀山县人民政府公布第二批县级文物保护单位名单时，薛显墓已列为宿州市文物保护单位。